# Восточно-сибирский лев
Восточно-сибирский лев (лат. Panthera leo vereshchagini) — древний подвид пещерного льва. Назван в честь учёного Николая Верещагина.

## Описание
Восточно-сибирский лев был больше современного, но уступал другим древним львам, весил 180—270 кг и достигал в длину 240 см без хвоста.

## Распространение
Древний лев жил на территории Сибири, Берингии и запада Северной Америки.
В Якутии обнаружен хорошо сохранившийся труп львёнка в возрасте нескольких месяцев, а также ещё два несколько хуже сохранившихся образца.